# РК Приједор
Рукометни клуб Приједор је клуб из Приједора. Тренутно се такмичи у Првој лиги Републике Српске. Утакмице игра у спортској дворани Младост.

## Трофеји
- Првенство Босне и Херцеговине
  -  (1): 1970
- Прва рукометна лига Републике Српске
  -  (2): 1995, 2010
- Финалисти Купа Републике Српске (2)